# Teleman
Teleman – brytyjski zespół indiepopowy, założony w Londynie w 2012 roku. Grupę tworzą: wokalista i gitarzysta Thomas Sanders, basista Peter Cattermoul i perkusista Hiro Amamiya. Do połowy 2025 roku wydali łącznie cztery albumy studyjne: Breakfast (2014), Brilliant Sanity (2016), Family of Aliens (2018) i Good Time/Hard Time (2023). 

## Historia
Peter Cattermoul oraz bracia Jonny i Thomas Sanders byli przez założeniem grupy Teleman członkami zespołu muzyki niezależnej Pete and the Pirates. Po jego rozwiązaniu w 2011 roku trzej członkowie zaczęli pisać i nagrywać nową muzykę pod nazwą Teleman, a do składu dołączył perkusista Hiro Amamiya. Nazwa zespołu została zainspirowana albumem kompozytora Georga Philippa Telemanna, który bracia Sanders znaleźli w sklepie charytatywnym.
Ich pierwsze dema nawiązywały muzycznie do takich zespołów, jak The Beach Boys i bardziej współczesnych, jak Django Django. Grupa wkrótce podpisała kontrakt z Moshi Moshi Records, a ich debiutancki singiel „Christina” został wydany w ramach Singles Club w 2013 roku. Pierwszy ich album Breakfast miał premierę 3 czerwca 2014 roku, a jego producentem był Bernard Butler. Osiągnął on 65. pozycję na liście UK Albums Chart. Inne single z albumu to: „23 Floors Up”, „Skeleton Dance” i „Mainline”, natomiast w utworze „Lady Low” na saksofonie zagrał Stephen Black.
Teleman koncertował jako support zespołów Suede, Metronomy, Maxïmo Park, Kaiser Chiefs i Franz Ferdinand, a także wystąpił na festiwalach, w tym na Glastonbury Festival 2013, Les Inrocks Festival 2013 czy Green Man Festival 2014. Grupa zyskała uznanie prezentera radiowego Marca Rileya, który zaprosił ich na sesję do swojego programu w BBC Radio 6 Music w styczniu 2013 roku.
W latach 2014 i 2015 Teleman koncertował w Europie i Stanach Zjednoczonych, przygotowując się do nagrania drugiego albumu. W marcu 2015 roku wydali singel „Strange Combinations”. Drugi album grupy, Brilliant Sanity, miał swoją premierę 8 kwietnia 2016 roku. Powstał on we współpracy z producentem Danem Careyem, a nagrano go w południowym Londynie. Wcześniej ukazały się dwa single z tego albumu: „Fall in Time” i „Düsseldorf”. Sofie Jenkinson z The Line of Best Fit z w swojej recenzji albumu drugi z tych singli porównała do dźwięków Bloc Party, Foals i The Rakes.
Wiosną 2016 roku udali się w trasę koncertową, dając występy w Wielkiej Brytanii, Francji, Holandii, Danii, Niemczech, Austrii, Włoszech i Szwajcarii. W kolejnym roku wystąpili na festiwalu Colours of Ostrava 2017. 
Pod koniec października 2017 roku premierę miał singel „Repeater”, który zapowiadał ich minialbum Fünf wydany jeszcze w tym samym roku. Muzycznie w nim poszli w kierunku muzyki elektronicznej, a przy każdym z pięciu utworów współpracowali z innym producentem. O jego procesie członkowie zespołu mówili: „Producenci, z którymi pracowaliśmy, pochodzili głównie z tanecznych środowisk, a niektórzy nigdy wcześniej nie nagrywali zespołu, więc wszyscy zostaliśmy trochę wyrzuceni ze strefy komfortu, co było świetne. Podsumowując, wciąż brzmi jak Teleman, ale każda piosenka ma inny charakter, na co liczyliśmy”.
We wrześniu 2018 roku ukazał się album Family of Aliens, który zadebiutował na 40. miejscu listy UK Albums Chart. Jeszcze w tym samym roku grupa zagrała dwa utwory na żywo w programie Lauren Laverne 6 Music Live Room w BBC 6 Music 6 września, promując premierę swojego nowego albumu. 15 września 2020 roku zespół ogłosił, że klawiszowiec Jonny Sanders opuścił zespół, by skupić się na muzyce, filmie i projektowaniu jako Prehuman. W kwietniu 2023 roku premierę miał kolejny album studyjny Good Time/Hard Time, który zawierał elementy tanecznych brzmień Giorgio Morodera, grupy Metronomy i wczesnej muzyki house.

## Skład

### Obecni członkowie
- Thomas Sanders – wokal, gitara (od 2012)[2][1]
- Peter Cattermoul – gitara basowa (od 2012)[2][1]
- Hiro Amamiya – perkusja, syntezator (od 2012)[2][1]

### Byli członkowie
- Jonny Sanders – syntezator (2012–2020)[24][2][1]

## Dyskografia

### Albumy studyjne
| Rok                                                     | Tytuł               | Szczegóły                                      | Najwyższa pozycja na liście | Najwyższa pozycja na liście | Najwyższa pozycja na liście |
| Rok                                                     | Tytuł               | Szczegóły                                      | UK                          | UK Indie                    | SCO                         |
| ------------------------------------------------------- | ------------------- | ---------------------------------------------- | --------------------------- | --------------------------- | --------------------------- |
| 2014                                                    | Breakfast           | - Data: 3 czerwca 2014 - Wydawca: Moshi Moshi  | 65                          | 11                          | 97                          |
| 2016                                                    | Brilliant Sanity    | - Data: 8 kwietnia 2016 - Wydawca: Moshi Moshi | 51                          | 8                           | 49                          |
| 2018                                                    | Family of Aliens    | - Data: 7 września 2018 - Wydawca: Moshi Moshi | 40                          | 7                           | 24                          |
| 2023                                                    | Good Time/Hard Time | - Data: 7 kwietnia 2023 - Wydawca: Moshi Moshi | —                           | 3                           | 30                          |
| „—” oznacza, że album nie był notowany na danej liście. |                     |                                                |                             |                             |                             |
| [ 29 ]                                                  | [ 29 ]              | [ 29 ]                                         | [ 7 ]                       | [ 7 ]                       | [ 7 ]                       |